# ベアトリーチェ・リゴーニ
ベアトリーチェ・リゴーニ（Beatrice Rigoni、1995年8月1日 - ）は、イタリアの女子ラグビー選手。

## プロフィール
- イタリア出身[1]。
- ポジションはウィング(WTB)、センター(CTB)。
- 身長 170cm、体重 69kg
- 女子イタリア代表キャップは57（2022年12月現在）。
- 2017年W杯の女子イタリア代表に選ばれた[2]。

## 略歴
2022年、ラグビーワールドカップ2021の女子イタリア代表に選ばれた。

## 受賞歴
- ワールドラグビー女子15人制ドリームチーム:2021年[4]